# LUVOIR
LUVOIR (англ. Large UV Optical Infrared Surveyor, рус. Большой ультрафиолетовый оптический инфракрасный исследователь) — проект космического телескопа, работающего в ультрафиолетовом, оптическом и инфракрасном диапазонах, разрабатываемый НАСА. По состоянию на 2019 год имелось два варианта: LUVOIR-A с 15-метровым зеркалом и LUVOIR-B с 8-метровым зеркалом.
Итоговый отчёт по миссии LUVOIR был представлен в декабре 2019 года.
В число научных задач телескопа могло войти исследование объектов Солнечной системы, экзопланет, звёзд, галактик и истории Вселенной.
В 2020 году Национальная академия наук США в рамках десятилетнего плана исследований по астрономии и астрофизике рекомендовала NASA разработку нового телескопа, сочетающего элементы LUVOIR и HabEx. Новый телескоп предлагается назвать Habitable Worlds Observatory (HWO). Предполагается запуск в 2040-х годы.

## Обзор

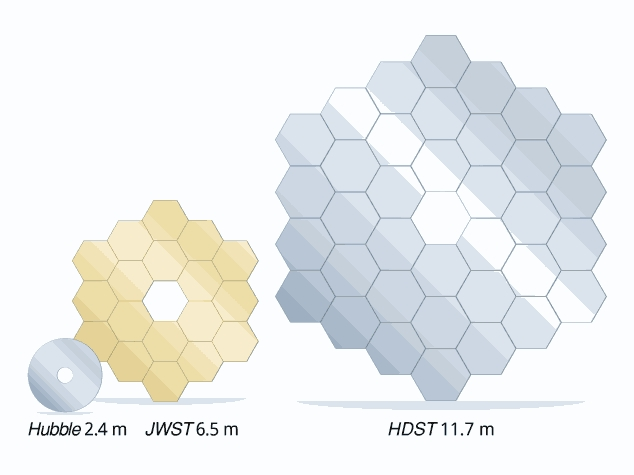
Сравнение размеров зеркал космических телескопов Хаббла, Уэбба и LUVOIR-A

В 2016 году НАСА начало рассматривать проекты космических телескопов нового поколения для следующего этапа миссии Large Strategic Science Missions. В число этих проектов вошли Habitable Exoplanet Imaging Mission (HabEx), Большой ультрафиолетовый оптический инфракрасный исследователь (LUVOIR), Lynx X-ray Surveyor и Origins Space Telescope (OST). В 2019 году четыре команды, стоящие за каждым из этих проектов, презентуют их Национальной академии наук США, после чего независимый комитет академии даст рекомендации НАСА по поводу выбора приоритетной миссии. В случае одобрения проектирования и финансирования, LUVOIR может быть запущен в 2039 году с использованием сверхтяжёлой ракеты и будет размещён в точке Лагранжа L2 системы Солнце-Земля.
Вариант дизайна LUVOIR-A предполагает основное зеркало телескопа диаметром 15 метров (для сравнения: диаметр зеркала «Хаббла» составляет 2,4 метра, а диаметр зеркала телескопа «Джеймс Уэбб» — 6,5 метра). Планируется запуск телескопа на одной сверхтяжёлой ракете, после чего LUVOIR должен «развернуться» в космосе (как телескоп «Джеймс Уэбб»).